# ليزا كاي
ليزا كاي (بالإنجليزية: Lisa Kay)‏ هي ممثلة بريطانية، ولدت في 1977 في Levisham ‏ في المملكة المتحدة.

## وصلات خارجية
- ليزا كاي على موقع IMDb (الإنجليزية)
- ليزا كاي على موقع قاعدة بيانات الفيلم (الإنجليزية)